# 뷰익

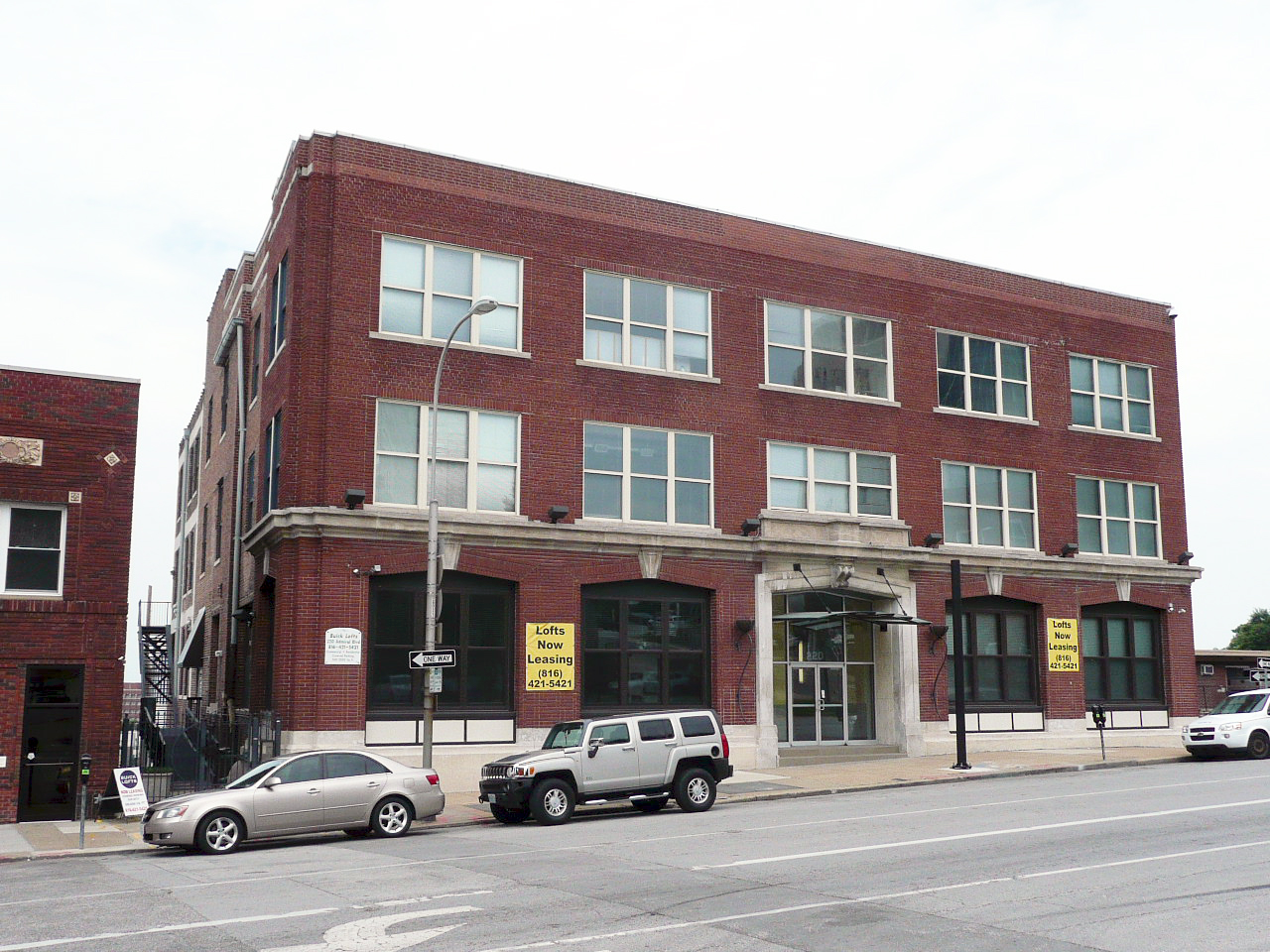

뷰익(영어: Buick, 이전 명칭: Buick Motor Division, 중국어: 别克)은 미국, 캐나다, 중국, 중화민국, 이스라엘, 멕시코에서 판매되는 미국 제너럴 모터스의 자동차 고급 브랜드 중의 하나다. 2004년 올즈모빌(Oldsmobile) 브랜드가 해체되면서 캐딜락보다 한 단계 아래의 고급 브랜드로 자리잡았다. 원래 대한민국에서는 판매되지 않았으나 준대형 세단인 뷰익 라크로스가 한국GM 알페온이라는 이름으로 한국GM 부평공장에서 생산, 판매되었다. 북미와 중국에 공장이 있으며 전 차종이 좌측에 운전석이 있다.

## 같이 보기
- 쉐보레
- 허머
- 캐딜락
- 한국GM
- 폰티악
- 한국GM 알페온